# Дон Уинслоу
Дон Уинслоу (на английски: Don Winslow) е американски сценарист и писател на бестселъри в жанра трилър и исторически роман.

## Биография и творчество
Дон Уинслоу е роден на 31 октомври 1953 г. в Ню Йорк, САЩ. Баща му е офицер от Военноморския флот участвал във Втората световна война, а майка му е библиотекар и от семейство близко до мафията. Израства в Южен Кингстаун, Роуд Айлънд. От ранна възраст чете много и мечтае да бъде писател. Завършва с бакалавърска степен по история на Африка в Университета на Небраска.
В края на 70-те се връща в Ню Йорк и работи различни работи – мениджър на кино, охрана на клиентите в кината и задните улички на Таймс Скуеър, и накрая детектив към професионална детективска агенция. След това се връща в университета и завършва с магистърска степен по военна история. Работи като водач на сафари в Африка, гид за Шекспир в Оксфорд, организатор на туристически пътувания в Китай. Едновременно с това започна да пише криминални романи.
Първият му роман „A Cool Breeze on the Underground“ от поредицата „Нийл Кери“ е публикувана през 1991 г. Тя е добре оценена от критиката и е номинирана за наградата „Едгар“ за най-добър първи роман.
От 1996 г. започва да пише самостоятелни романи. Трилърът му „The Death and Life of Bobby Z“ е екранизиран през 2007 г. с участието на Пол Уокър и Лорънс Фишбърн. Следващият „California Fire and Life“ е удостоен с наградата „Шамус“ за най-добър криминален роман.
През 2010 г. е издаден трилърът му „Диваци“ от едноименната поредица. Главните герои Бен – богат бизнесмен от Лагуна Бийч, Чон – бивш морски тюлен и наемник, и красивата Офелия, се противопоставят срещу безкомпромисния мексиканският картел Баха. Книгата става международен бестселър. Тя е екранизирана през 2012 г. от режисьора Оливър Стоун с участието на Тейлър Кич, Блейк Лайвли, Джон Траволта, Салма Хайек и Бенисио Дел Торо.
Бестселър става и трилърът му „Сатори“, който е ретроспекция на романа на Треванян „Шибуми“ и допълва предисторията на героя Николай Хел.
Дон Уинслоу живее със семейството си в стара ферма в Солана Бийч, в района на Сан Диего, Калифорния.

## Произведения

### Самостоятелни романи
- Isle of Joy (1996) – под псевдонима Макдоналд Лойд
- The Death and Life of Bobby Z (1997)
- California Fire and Life (1999) – награда „Шамус“ за най-добър криминален роман
- The Winter of Frankie Machine (2006)
- Satori (2011)
Сатори, изд.: ИК „Бард“, София (2010), прев. Венцислав Божилов
- The Time of the Wolves (2015)
- The Force (2017)

### Серия „Нийл Кери“ (Neal Carey)
1. A Cool Breeze on the Underground (1991)
2. The Trail to Buddha's Mirror (1992)
3. Way Down on the High Lonely (1993)
4. A Long Walk up the Water Slide (1994)
5. While Drowning in the Desert (1996)

### Серия „Силата на кучето“ (Power of the Dog)
1. The Power of the Dog (2005)
2. The Cartel (2015) - награда „Иън Флеминг“
3. The Border (2019)

### Серия „Буун Даниълс“ (Boone Daniels)
1. The Dawn Patrol (2008)
2. The Gentlemen's Hour (2009)

### Серия „Диваци“ (Savages)
1. Savages (2010)
Диваци, изд. „Интенс“ (2012), прев. Кирил Грозев
2. The Kings of Cool (2012) – предистория на „Диваци“

### Серия „Дани Райън“ (Danny Ryan)
1. City on Fire (2022)
2. City of Dreams (2023)
3. City in Ruins (2024)

### Документалистика
- Looking for a Hero: Staff Sergeant Joe Ronnie Hooper and the Vietnam War (2009) – с Питър Масловски

### Екранизации
- 2001 – 2002 UC: Undercover – ТВ сериал, автор на 1 епизод
- 2002 Full Ride – история
- 2006 Close to Home – ТВ сериал, автор на 1 епизод
- 2007 The Death and Life of Bobby Z
- 2012 Диваци, Savages